# MDM-1 Fox
MDM-1 Fox – polski, dwumiejscowy, szybowiec akrobacyjny wykonany z laminatu szklano-epoksydowego ze stałym podwoziem.

## Historia
MDM-1 Fox jest rozwinięciem jednomiejscowego szybowca Swift produkowanego przez firmę Edwarda Margańskiego obecnie Margański & Mysłowski Zakłady Lotnicze.
Po skonstruowaniu Swifta, który był chętnie kupowany, jego projektanci przewidzieli rodzące się zapotrzebowanie na dwumiejscowy (do szkolenia) szybowiec akrobacyjny. Prace nad konstrukcją Foxa rozpoczęli w listopadzie 1992 roku Edward Margański, Leszek Dunowski i Jerzy Makula (stąd nazwa MDM), a 7 lipca 1993 r. miał miejsce pierwszy oblot. W 1996 roku opracowano wersję Fox P, która poprzez wymienne końcówki powiększyła rozpiętość do 16 m, poprawiając osiągi szybowca i nadając bardziej uniwersalny charakter. 25 listopada 1997 roku oblot wykonał Jacek Marszałek. W 2001 roku powstała jednomiejscowa wersja Solo Fox z chowanym podwoziem, której oblot wykonał 25 kwietnia 2001 r. Mariusz Stajewski.
Zbudowano przynajmniej 53 szybowce Fox.

## Konstrukcja
Dwumiejscowy średniopłat wykonany z laminatu szklano-epoksydowego.
Skrzydło dwudzielne, jednodźwigarowe, bez wzniosu, o pokryciu przekładkowym. Wyposażone w lotki typu Frise wyważone masowo, hamulce aerodynamiczne jednopłytowe umieszczone tylko na górnej powierzchni skrzydła. Istnieje możliwość zwiększenia rozpiętości skrzydeł poprzez montaż końcówek.
Kadłub o konstrukcji skorupowej, z kompozytu szklano-epoksydowego z integralnym statecznikiem pionowym. Antena radiowa wlaminowana w statecznik pionowy. Wyposażony w dwa zaczepy, do lotów na holu oraz do startu za wyciągarką. Kabina zakryta, otwierana na prawo. Pedały przestawne, miski siedzeniowe wlaminowane na stałe. Fotel przedni z możliwością regulacji na ziemi. Tablica przyrządów w przedniej kabinie wyposażona w prędkościomierz, busolę, przyspieszeniomierz, komputer pokładowy, wysokościomierz, chyłomierz/zakrętomierz, wariometr. W tylnej kabinie dostępne są przyrządy: prędkościomierz, przyspieszeniomierz, wysokościomierz, wariometr. 
Usterzenie w układzie klasycznym, konstrukcja kompozytowa, przekładkowa. Stery wyważone masowo i aerodynamicznie. Napęd steru kierunku linkowy, steru wysokości popychaczowy.
Podwozie jednokołowe z tylnym kółkiem pomocniczym, stałe, oprofilowane. Koło główne wyposażone w hamulec hydrauliczny marki TOST sprężony z hamulcami aerodynamicznymi.
Opcjonalnie wyposażenie dodatkowe:
- winglety zwiększające rozpiętość do 16,15m
- system antykolizyjny FLARM
- pasy bezpieczeństwa Hooker
- uchwyty na świece dymne.

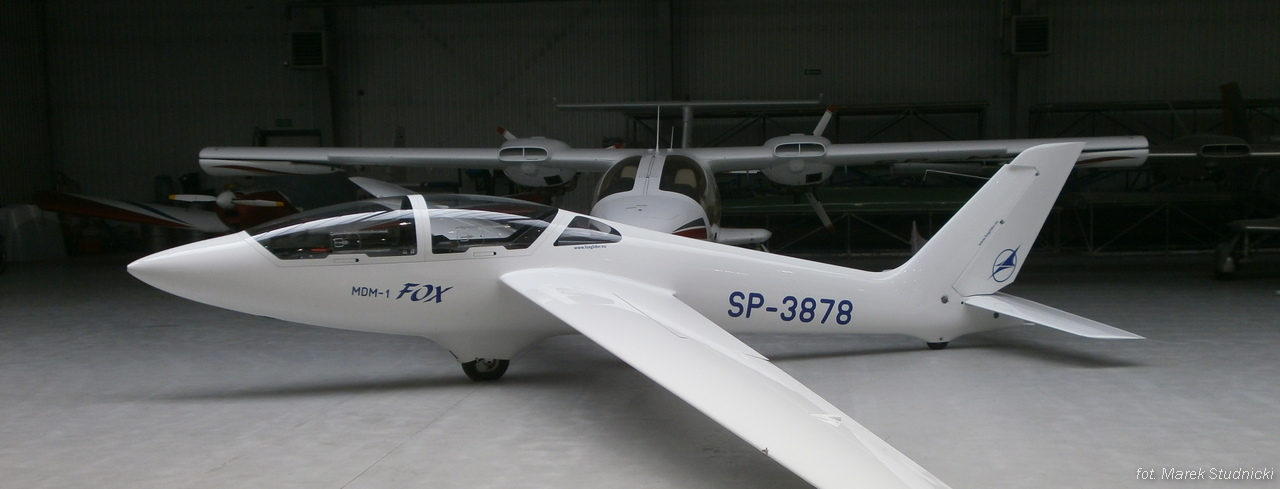
Szybowiec akrobacyjny MDM-1 Fox, Zakłady Lotnicze Margański&Mysłowski
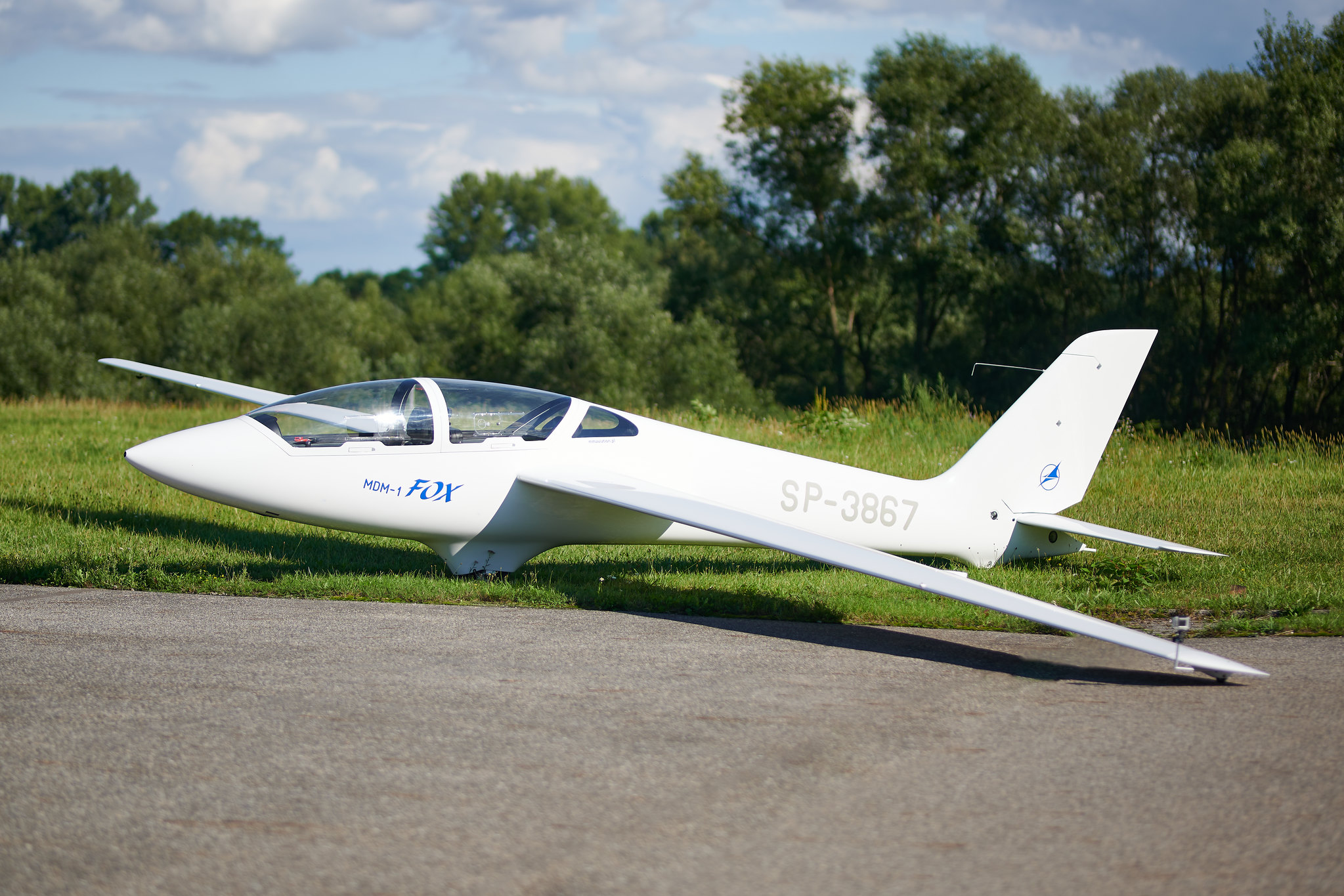
MDM-1 Fox
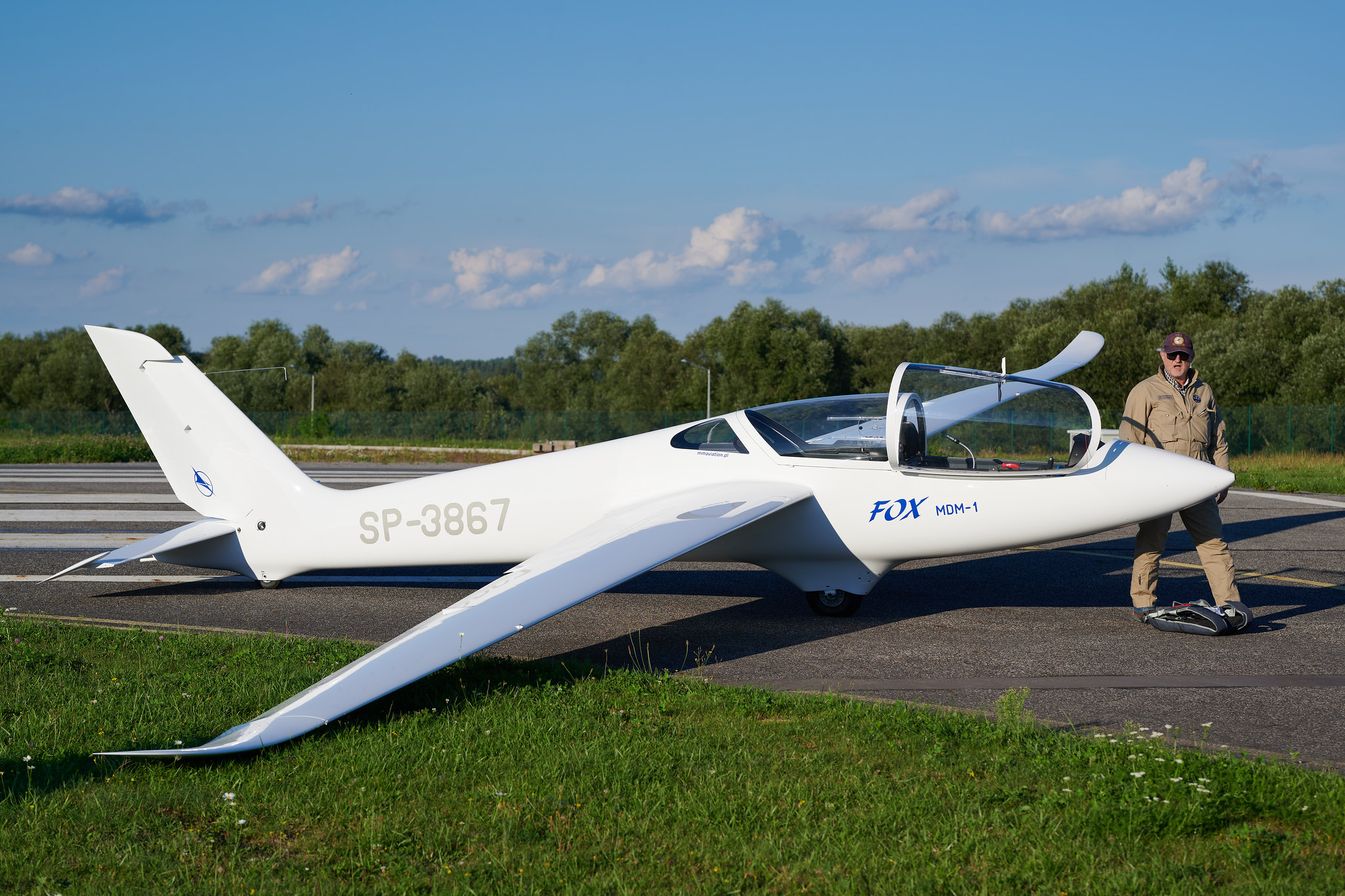
Szybowiec z założonymi wymiennymi końcówkami zwiększającymi rozpiętość skrzydeł do 16,15m